# Vestit de flamenca

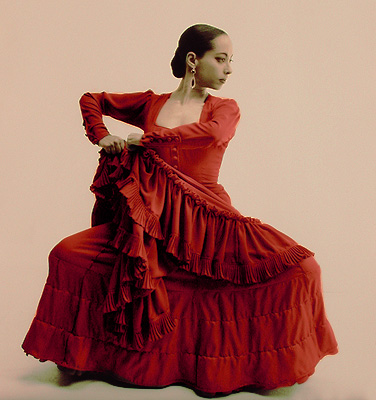
Exemple de bailaora amb vestit de flamenca.

Vestit de flamenca és el vestit que utilitzen les balladores de flamenc durant les seves representacions i el que es porta amb caràcter popular a les festivitats i fires relacionades amb Andalusia.
El model més comú el compon una peça de roba entallada i llarga fins al turmell; s'adorna amb diversos volants o farbalans que es col·loquen tant a la faldilla com a les mànigues. Es confecciona en alegres colors tant en dissenys llisos com estampats, estant els més típics els vestits de llunes. Es confon habitualment amb l'anomenat «vestit de sevillana». Es complementa amb algun tipus de mantell o mantó, estant el més típic i emblemàtic el mantó de Manila; també és tradicional portar els cabells recollits en un monyo i sabata de taló ample. Té el parell masculí en el vestit curt andalús per a home.

## Origen

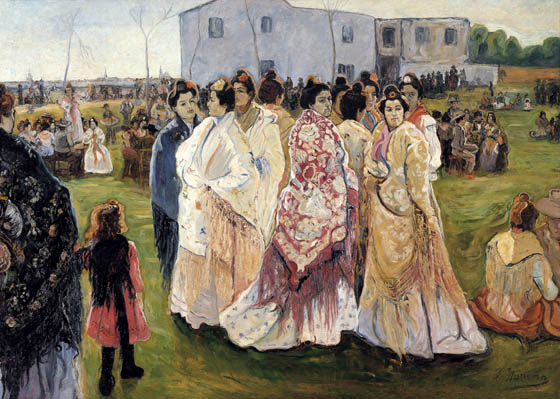
Diversos models originals gitanos a la pintura de Francisco Iturrino Fiesta en el campo (1902).

El vestit inicialment utilitzat per les dones d'ètnia gitana s'ha popularitzat com vestit típic andalús i uniforme popular a les fires que se celebren en moltes localitats d'Andalusia. L'origen de l'abillament es remunta a la fi del segle xix i principis del xx, quan les venedores acudien a la fira amb els tractants de bestiar vestides amb modestes bates de percala adornades amb volants. Després, les classes riques van copiar el vestit de les treballadores del camp. A partir de la Feria de Abril celebrada a Sevilla l'any de 1929, el vestit es va consagrar com la vestimenta oficial per acudir a l'esdeveniment, tradició que continua.

## Vestit de flamenca i la moda

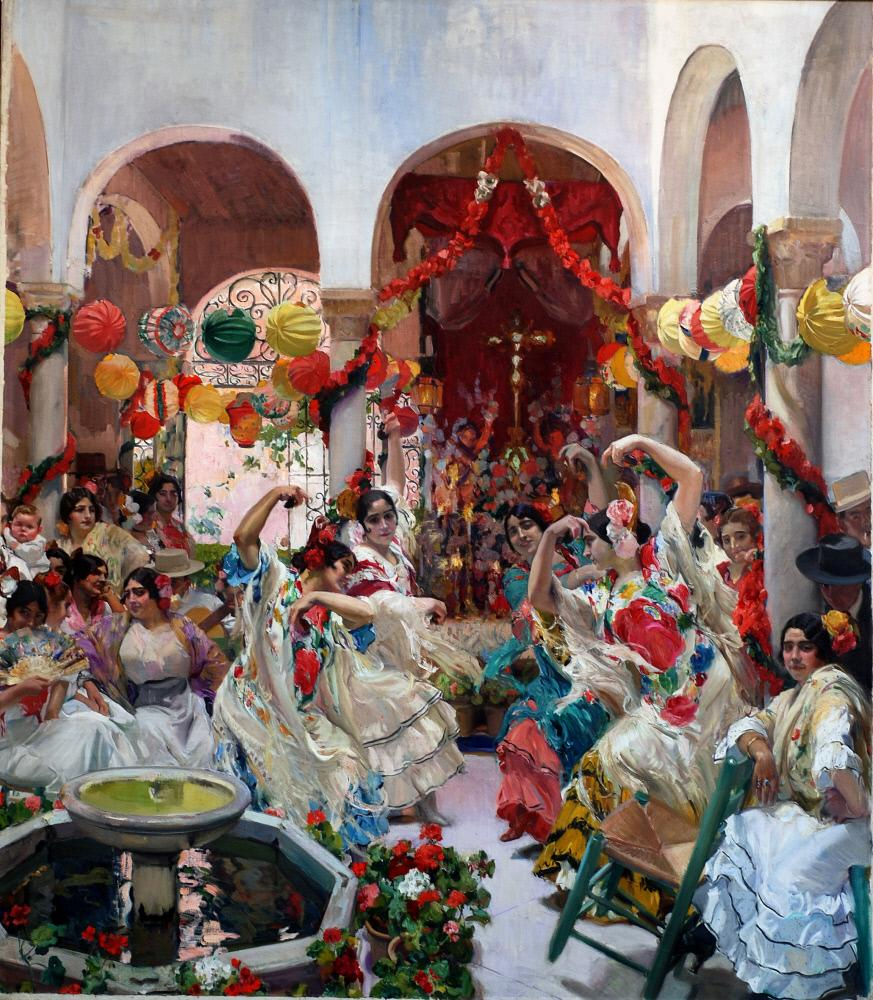
El vestit de flamenca en moviment en el quadre de Joaquín Sorolla La Cruz de Mayo en Sevilla (1911), plafó per a l'Exposició, encàrrec de la Hispanic Society of Amèrica.

El vestit de flamenca ha experimentat modificacions segons la moda de cada època. Així, als anys 1960 i 1970 del passat segle, impulsats per l'expansió econòmica a Espanya, les seves dimensions es van escurçar fins a la mitja cama o el genoll. A partir dels anys 70, el vestit tornaria al llarg tradicional cobrint la cama fins als turmells.
Existeix gran varietat de dissenys de vestit de flamenca, tant per a dones com per a nenes en diversos colors, ja siguin llisos o estampats, amb mànigues curtes o llargues o més o menys recarregats de volants. Aquesta indumentària folklòrica ha inspirat alguns modistes com Victorio & Lucchino, que ha arribat a crear una línia pròpia de vestits de flamenca, o a Yves Saint Laurent; i les seves línies inspiren col·leccions de John Galliano, Valentino o Tom Ford. Els dissenys de vestits de flamenca s'exposen al Salón Internacional de la Moda Flamenca (SIMOF), certamen anual que té lloc a començaments de cada any a Sevilla. En aquest lloc exposen les seves creacions tant dissenyadors consagrats com nous talents de la moda. A l'edició de 2009, es van presentar mil dos-cents models elaborats per trenta-dos dissenyadors i noranta firmes.